# Gregor Cankar
Gregor Cankar (* 25. Januar 1975 in Celje)  ist ein ehemaliger slowenischer Leichtathlet, der sich auf den Weitsprung spezialisiert hatte.
Er wurde 1994 in Lissabon Juniorenweltmeister und gewann 1995 bei der Universiade in Fukuoka die Bronzemedaille. 1996 belegte er bei den Halleneuropameisterschaften in Stockholm den vierten und bei den Olympischen Spielen in Atlanta den sechsten Platz im Weitsprung.
Bei den Leichtathletik-Hallenweltmeisterschaften 1997 in Paris wurde er Siebter. Im selben Jahr siegte er bei den Mittelmeerspielen in Bari und wurde bei der Universiade auf Sizilien wieder Dritter.
Nach einem sechsten Platz bei den Leichtathletik-Halleneuropameisterschaften 1998 in Valencia und einem vierten Platz bei den Leichtathletik-Hallenweltmeisterschaften 1999 in Maebashi feierte Cankar schließlich bei den Leichtathletik-Weltmeisterschaften 1999 in Sevilla den größten Erfolg seiner Karriere. Dort gewann er mit einer Weite von 8,36 m die Bronzemedaille hinter Iván Pedroso und Yago Lamela. In der Folge wurde Cankar zum Sportler des Jahres in Slowenien gewählt.
Danach gelang es ihm jedoch nicht mehr an seine früheren Leistungen anzuknüpfen. So schied er bei den Olympischen Spielen 2000 in Sydney und 2004 in Athen sowie bei den Leichtathletik-Europameisterschaften 2002 in München jeweils in der Qualifikation aus.
Gregor Cankar ist 1,79 m groß und wog zu seiner aktiven Zeit 67 kg.

## Bestleistungen
- Weitsprung: 8,40 m, 18. Mai 1997, Celje
- Dreisprung: 16,51 m, 30. Mai 1999, Athen